# Merenius tenuiculus
Merenius tenuiculus är en spindelart som beskrevs av Simon 1910. Merenius tenuiculus ingår i släktet Merenius och familjen flinkspindlar.
Artens utbredningsområde är Sierra Leone. Inga underarter finns listade i Catalogue of Life.